# Baseboll vid olympiska sommarspelen 1996
Baseboll var med för andra gången som officiell sport vid olympiska sommarspelen 1996 i Atlanta. Åtta nationer tävlade. Alla lagen mötte alla, innan de fyra bäst placerade kunda göra upp om medaljerna i två semifinaler, en bronsmatch och en final. För första gången fick professionella spelare vara med. 

## Medaljörer
| Gren   | Guld | Silver | Brons |
| Herrar | Kuba Juan Manrique Orestes Kindelan Antonio Scull Alberto Hernández Antonio Pacheco Juan Padilla Omar Linares Lázaro Vargas Miguel Caldés Eduardo Paret José Estrada Rey Isaac Luis Ulacia Pedro Luis Lazo Eliecer Montes de Oca José Contreras Omar Luis Omar Ajete Ormari Romero Jorge Fumero | Japan Masahiko Mori Jutaro Kimura Masao Morinaka Hitoshi Ono Takashi Kurosu Masahiro Nojima Makoto Imaoka Kosuke Fukudome Takayuki Takabayashi Yasuyuki Saigo Masanori Sugiura Takeo Kawamura Koichi Misawa Hideaki Okubo Nobuhiko Matsunaka Tadahito Iguchi Takao Kuwamoto Daishin Nakamura Tomoaki Sato Yoshitomo Tani | USA Kris Benson R.A. Dickey Troy Glaus Chad Green Seth Greisinger Travis Lee Augie Ojeda Jason Williams Chad Allen Kip Harkrider A.J. Hinch Jacque Jones Mark Kotsay Matthew LeCroy Braden Looper Brian Loyd Warren Morris Jeff Weaver Jim Parque Billy Koch |

## Resultat

### Matcher

#### Rankingrunda
I gruppspelet mötte alla lag varandra och de fyra bästa lagen (Kuba, USA, Sydkorea och Japan) gick vidare. 
| Nation        | Segrar | Förluster | Tiebreaker |
| ------------- | ------ | --------- | ---------- |
| Kuba          | 7      | 0         |            |
| USA           | 6      | 1         |            |
| Japan         | 4      | 3         | 1-0        |
| Nicaragua     | 4      | 3         | 0-1        |
| Nederländerna | 2      | 5         | 2-0        |
| Italien       | 2      | 5         | 1-2        |
| Australien    | 2      | 5         | 0-2        |
| Sydkorea      | 1      | 6         |            |

#### 20 juli
| Lag 1    | Resultat | Lag 2         |
| -------- | -------- | ------------- |
| USA      | 4-1      | Nicaragua     |
| Kuba     | 19-8     | Australien    |
| Japan    | 12-2     | Nederländerna |
| Sydkorea | 1-2      | Italien       |

#### 21 juli
| Lag 1         | Resultat | Lag 2      |
| ------------- | -------- | ---------- |
| Japan         | 7-8      | Kuba       |
| Nederländerna | 16-6     | Australien |
| Italien       | 2-7      | Nicaragua  |
| Sydkorea      | 2-7      | USA        |

#### 23 juli
| Lag 1         | Resultat | Lag 2    |
| ------------- | -------- | -------- |
| Nederländerna | 2-18     | Kuba     |
| Nicaragua     | 8-3      | Sydkorea |
| Australien    | 9-6      | Japan    |
| USA           | 15-3     | Italien  |

#### 24 juli
| Lag 1     | Resultat | Lag 2         |
| --------- | -------- | ------------- |
| Kuba      | 14-11    | Sydkorea      |
| Nicaragua | 5-0      | Nederländerna |
| Italien   | 12-8     | Australien    |
| USA       | 15-5     | Japan         |

#### 27 juli
| Lag 1         | Resultat | Lag 2     |
| ------------- | -------- | --------- |
| Japan         | 13-6     | Nicaragua |
| Italien       | 6-20     | Kuba      |
| Australien    | 5-15     | USA       |
| Nederländerna | 3-11     | Sydkorea  |

#### 28 juli
| Lag 1         | Resultat | Lag 2     |
| ------------- | -------- | --------- |
| Kuba          | 10-8     | USA       |
| Australien    | 0-10     | Nicaragua |
| Nederländerna | 8-7      | Italien   |
| Japan         | 7-8      | USA       |

#### 29 juli
| Lag 1     | Resultat | Lag 2         |
| --------- | -------- | ------------- |
| Sydkorea  | 4-14     | Japan         |
| USA       | 17-1     | Nederländerna |
| Italien   | 1-12     | Australien    |
| Nicaragua | 7-8      | Kuba          |

### Slutspel
|  | Semifinaler | Semifinaler |    |  | Final     | Final |  |
|  |             |             |    |  |           |       |  |
|  | 1 augusti   |             |    |  |           |       |  |
|  | Kuba        | 8           |    |  |           |       |  |
|  | Nicaragua   | 1           |    |  |           |       |  |
|  |             |             |    |  |           |       |  |
|  |             |             |    |  | 2 augusti |       |  |
|  |             |             |    |  | Japan     | 9     |  |
|  |             | Kuba        | 13 |  |           |       |  |
|  |             |             |    |  |           |       |  |
|  |             |             |    |  |           |       |  |
|  |             |             |    |  |           |       |  |
|  | 1 augusti   |             |    |  |           |       |  |
|  | USA         | 2           |    |  |           |       |  |
|  | Japan       | 11          |    |  |           |       |  |

### Bronsmatch
|     | Resultat |           |
| --- | -------- | --------- |
| USA | 1 - 3    | Nicaragua |

## Slutställning
| Placering | Nation        |
| --------- | ------------- |
| 1         | Kuba          |
| 2         | Japan         |
| 3         | USA           |
| 4         | Nicaragua     |
| 5         | Nederländerna |
| 6         | Italien       |
| 7         | Australien    |
| 8         | Sydkorea      |